# Joe Siddall
Joseph Todd Siddall (né le 25 octobre 1967 à Windsor, Ontario, Canada) est un receveur de baseball ayant joué dans les Ligues majeures de 1993 à 1998.

## Carrière
Joe Siddall signe un contrat avec les Expos de Montréal en 1987 après avoir joué pour les Chippewas de l'université de Central Michigan sans avoir été repêché. Il atteint les majeures le 28 juillet 1993. Il joue un total de 26 parties pour les Expos au cours des saisons 1993 et 1995.
Le 6 septembre 1993, il est derrière le marbre alors que Denis Boucher lance pour Montréal. Il s'agit de la première fois dans l'histoire des majeures qu'un duo lanceur-receveur est composé de deux joueurs canadiens.
Siddall s'aligne avec les Marlins de la Floride en 1996 et avec les Tigers de Detroit en 1998. C'est avec ce dernier club qu'il joue le plus grand nombre de parties en une saison (29) et frappe son premier (et seul) coup de circuit dans les grandes ligues, face à Jeff Fassero des Mariners de Seattle le 7 août.
En 73 parties jouées sur 4 saisons dans les Ligues majeures, Joe Siddall a frappé 24 coups sûrs, dont un circuit, pour une moyenne au bâton de ,169. Il compte 7 points marqués et 11 points produits.